# 池松武之亮
池松 武之亮（いけまつ たけのすけ、1912年〈明治45年〉4月20日 - 1990年〈平成2年〉5月23日）は、日本の医師。
いびき研究における世界的先駆者。

## 経歴
熊本県津奈木村（現・津奈木町）生まれ。父親が病院を開業した大分県竹田市荻町で育つ。大邱医学専門学校（現・慶北大学校医科大学）および千葉医科大学（現・千葉大学医学部）を卒業し、東京逓信病院および野田病院に勤務した。
1942年（昭和17年）に千葉県野田市にて池松耳鼻咽喉科を開業。いびきが原因で一夜にして離婚を言い渡された女性の治療をきっかけにいびきの研究をはじめ、39年間で8,000例以上のいびき手術を行った。1982年（昭和62年）にパリで開催された「第1回世界いびき学会」で名誉会長に就任した。
千葉県医師会理事、日本耳鼻咽喉科学会評議員を歴任した。

## 栄典
- 勲五等双光旭日章
- 文部大臣学校保健功労賞